# OFC Champions League 2023
La OFC Champions League 2023 è stata la ventiduesima edizione della massima competizione calcistica per squadre di club dell'Oceania.
I neozelandesi dell'Auckland City hanno vinto la manifestazione per l'undicesima volta, battendo in finale i figiani del Suva per 4 a 2.

## Squadre
18 squadre, provenienti dalle 11 federazioni membri della OFC sono qualificate alla competizione:
- 7 associazioni (Isole Figi, Nuova Caledonia, Nuova Zelanda, Papua Nuova Guinea, Isole Salomone, Tahiti, Vanuatu) hanno un posto garantito nella fase a gironi, dopo un turno di Play-Off nazionali tra le due squadre qualificate alla competizione.
- 4 associazioni definite in via di sviluppo (Samoa Americane, Isole Cook, Samoa, Tonga) hanno un posto garantito nel girone preliminare, che assegna un ulteriore posto nella fase a gironi.

| Federazione                               | Squadra                                   | Metodo di Qualificazione                             |
| Squadre qualificate ai Play-Off Nazionali | Squadre qualificate ai Play-Off Nazionali | Squadre qualificate ai Play-Off Nazionali            |
| ----------------------------------------- | ----------------------------------------- | ---------------------------------------------------- |
| Figi                                      | Rewa                                      | Vincitore National Football League 2022 (Figi)       |
| Figi                                      | Suva                                      | 2º Classificato National Football League 2022 (Figi) |
| Nuova Caledonia                           | Tiga Sport                                | Vincitore Superliga de Nueva Caledonia 2022          |
| Nuova Caledonia                           | Hienghène Sport                           | 2º Classificato Superliga de Nueva Caledonia 2022    |
| Nuova Zelanda                             | Auckland City                             | Vincitore National League 2022                       |
| Nuova Zelanda                             | Wellington Olympic                        | Finalista National League 2022                       |
| Papua Nuova Guinea                        | Lae City                                  | Vincitore National Soccer League 2022                |
| Papua Nuova Guinea                        | Hekari United                             | 2º Classificato National Soccer League 2022          |
| Isole Salomone                            | Solomon Warriors                          | Vincitore S-League 2022-23                           |
| Isole Salomone                            | Kossa                                     | 2º Classificato S-League 2022-23                     |
| Tahiti                                    | Pirae                                     | Vincitore Ligue 1 2021-22                            |
| Tahiti                                    | Dragon                                    | 2º Classificato Ligue 1 2021-22                      |
| Vanuatu                                   | Ifira Black Birds                         | Vincitore Port Vila Premia Divisien 2022             |
| Vanuatu                                   | Sia-Raga                                  | Finalista Port Vila Premia Divisien 2022             |
| Squadre qualificate al Girone Preliminare |                                           |                                                      |
| Samoa Americane                           | Ilaoa and To'omata                        | Vincitore ASFA Soccer League 2022                    |
| Isole Cook                                | Tupapa Maraerenga                         | Vincitore Cook Islands Round Cup 2022                |
| Samoa                                     | Lupe ole Soaga                            | Vincitore National League 2022                       |
| Tonga                                     | Veitongo                                  | Vincitore Tonga Major League 2022                    |

## Date
| Fase                   | Sorteggio        | Partite                                                                                 |
| ---------------------- | ---------------- | --------------------------------------------------------------------------------------- |
| Fase di qualificazione | 1º febbraio 2023 | 18-24 febbraio 2023 (girone preliminare) 11 febbraio-18 marzo 2023 (play-off nazionali) |
| Fase a gironi          | 23 marzo 2023    | 14-21 maggio 2023                                                                       |
| Semifinali             | 23 marzo 2023    | 24 maggio 2023                                                                          |
| Finale                 | 23 marzo 2023    | 27 maggio 2023                                                                          |

## Fase di qualificazione

### Girone preliminare
Le partite si giocano ad Apia, nelle Samoa, dal 18 al 24 febbraio 2023.
| Squadra            | Pt | PG | V | N | P | GF | GS | DR  |
| ------------------ | -- | -- | - | - | - | -- | -- | --- |
| Lupe ole Soaga     | 9  | 3  | 3 | 0 | 0 | 29 | 1  | +28 |
| Tupapa             | 6  | 3  | 2 | 0 | 1 | 10 | 7  | +3  |
| Veitongo           | 0  | 2  | 0 | 0 | 2 | 0  | 10 | -10 |
| Ilaoa and To'omata | 0  | 2  | 0 | 0 | 2 | 0  | 21 | -21 |

| Squadra 1          | Risultato   | Squadra 2          |
| 1ª giornata        | 1ª giornata | 1ª giornata        |
| ------------------ | ----------- | ------------------ |
| Tupapa             | 1 - 0       | Veitongo           |
| Ilaoa and To'omata | 0 - 13      | Lupe ole Soaga     |
| 2ª giornata        |             |                    |
| Tupapa             | 8 - 0       | Ilaoa and To'omata |
| Lupe ole Soaga     | 9 - 0       | Veitongo           |
| 3ª giornata        |             |                    |
| Veitongo           | canc.       | Ilaoa and To'omata |
| Lupe ole Soaga     | 7 - 1       | Tupapa             |

### Play-off nazionali
| Squadra 1          | Totale | Squadra 2        | Andata | Ritorno |
| ------------------ | ------ | ---------------- | ------ | ------- |
| Suva               | 3 - 2  | Rewa             | 1 - 1  | 2 - 1   |
| Hienghène Sport    | 1 - 5  | Tiga Sport       | 1 - 3  | 0 - 2   |
| Wellington Olympic | 4 - 6  | Auckland City    | 1 - 1  | 3 - 5   |
| Hekari United      | 4 - 1  | Lae              | 2 - 1  | 2 - 0   |
| Kossa              | 2 - 3  | Solomon Warriors | 1 - 1  | 1 - 2   |
| Dragon             | 3 - 9  | Pirae            | 0 - 2  | 3 - 7   |
| SiaRaga            | 0 - 4  | Ifira Black Bird | 0 - 3  | 0 - 1   |

## Fase a gironi

### Gruppo A
| Squadra          | Pt | G | V | N | P | GF | GS | DG  |
| ---------------- | -- | - | - | - | - | -- | -- | --- |
| Auckland City    | 9  | 3 | 3 | 0 | 0 | 9  | 2  | +7  |
| Suva             | 6  | 3 | 2 | 0 | 1 | 9  | 3  | +6  |
| Solomon Warriors | 3  | 3 | 1 | 0 | 2 | 4  | 6  | -2  |
| Lupe ole Soaga   | 0  | 3 | 0 | 0 | 3 | 1  | 12 | -11 |

| Squadra 1        | Risultato    | Squadra 2        |
| 1ª giornata      | 1ª giornata  | 1ª giornata      |
| ---------------- | ------------ | ---------------- |
| Auckland City    | 3 - 1        | Solomon Warriors |
| Suva             | 6 - 0        | Lupe ole Soaga   |
| 2ª giornata      |              |                  |
| Solomon Warriors | 3 - 1        | Lupe ole Soaga   |
| Suva             | 1 - 3        | Auckland City    |
| 3ª giornata      |              |                  |
| Lupe ole Soaga   | 0 - 3 (tav.) | Auckland City    |
| Solomon Warriors | 0 - 2        | Suva             |

### Gruppo B
| Squadra          | Pt | G | V | N | P | GF | GS | DG |
| ---------------- | -- | - | - | - | - | -- | -- | -- |
| Pirae            | 7  | 3 | 2 | 1 | 0 | 7  | 3  | +4 |
| Ifira Black Bird | 4  | 3 | 1 | 1 | 1 | 3  | 4  | -1 |
| Hekari United    | 3  | 3 | 1 | 0 | 2 | 3  | 3  | 0  |
| Tiga Sport       | 3  | 3 | 1 | 0 | 2 | 1  | 4  | -3 |

| Squadra 1        | Risultato   | Squadra 2        |
| 1ª giornata      | 1ª giornata | 1ª giornata      |
| ---------------- | ----------- | ---------------- |
| Pirae            | 3 - 0       | Tiga Sport       |
| Ifira Black Bird | 0 - 2       | Hekari United    |
| 2ª giornata      |             |                  |
| Tiga Sport       | 1 - 0       | Hekari United    |
| Ifira Black Bird | 2 - 2       | Pirae            |
| 3ª giornata      |             |                  |
| Hekari United    | 1 - 2       | Pirae            |
| Tiga Sport       | 0 - 1       | Ifira Black Bird |

## Fase a eliminazione diretta

### Semifinali
| Squadra 1     | Risultato       | Squadra 2        |
| ------------- | --------------- | ---------------- |
| Auckland City | 2 - 2 (5-4 dtr) | Ifira Black Bird |
| Pirae         | 2 - 4 (dts)     | Suva             |

### Finale
| Arbitro: | David Yareboinen |

|                                                   |           |                       |
| Kilkolly 34' De Vries 45+3'. 120+4' Howieson 109' | Marcatori | Saniel 66' Tahioa 83' |

## Cannonieri
| Pos | Giocatore         | Club             | Reti |
| --- | ----------------- | ---------------- | ---- |
| 1   | Michael Tumua Leo | Lupe ole Soaga   | 7    |
| 2   | Ryan De Vries     | Auckland City    | 5    |
| 2   | Azariah Soromon   | Suva             | 5    |
| 3   | Tamatoa Tetauira  | Pirae            | 4    |
| 4   | Liam Gillion      | Auckland City    | 3    |
| 4   | Angus Kilkolly    | Auckland City    | 3    |
| 4   | Emiliano Tade     | Auckland City    | 3    |
| 4   | Marlon Tahioa     | Suva             | 3    |
| 4   | Alex Saniel       | Suva             | 3    |
| 4   | Ariiura Labaste   | Pirae            | 3    |
| 4   | Godine Tenene     | Ifira Black Bird | 3    |